# Harten (Adelsgeschlecht)

Wappen derer von Harten

Harten ist der Name eines deutsch-baltischen Adelsgeschlechts, dessen Ursprung in Oldenburg zu finden sein soll. In Oldenburg gibt es sogar die Sage, dass die Familie von Harten von einem oldenburgischen Grafen bzw. dessen uneheliche Sohn abstamme. Stammvater ist Magnus Georg Harten (1713–1786), der sich auf der estnischen Insel Ösel ansiedelte. Eduard Moritz von Harten (1829–1894) und sein Bruder Hermann Rudolf von Harten (1842–1917) wurden 1866 und 1909 in die Adelsmatrikel der Öselschen Ritterschaft eingetragen.

## Geschichte
Magnus Georg Harten wanderte, wohl aus Oldenburg stammend, zuerst nach Riga ein und wurde ab 1757 Archivar des schwedischen General-Gouvernements-Archivs. Sein Sohn Georg Friedrich Harten, 1758 in Riga geboren wurde Pastor zu Mustel und später Konsistorialassistent. Dessen Sohn Hermann Johann Friedrich Harten (1794–1841) war Pastor zu Karmel und später Superintendent, er wurde 1840 mit dem russischen Stanislausorden ausgezeichnet und in den russischen Dienstadel aufgenommen. Das von ihm entworfene Wappen, das im geteilten Schild oben in Blau drei Silbersterne zeigte (1:2 gestellt), wurde späterhin von der Familie nicht geführt, wohl aber in die drei Silberkugeln (1:2 gestellt) auf blauem Grund transferiert.
Dessen Söhne Eduard Moritz von Harten (1829–1894) und Hermann Rudolph von Harten (1842–1917) waren  Ärzte. Die Anerkennung des russischen Erbadels erfolgte 1864 für Eduard Moritz von Harten, der 1866 in die Adelsmatrikel der Öselschen Ritterschaft aufgenommen wurde. Hermann Rudolph von Harten wurde 1909 ebenfalls in die Öselsche Ritterschaft immatrikuliert.

## Besitzungen

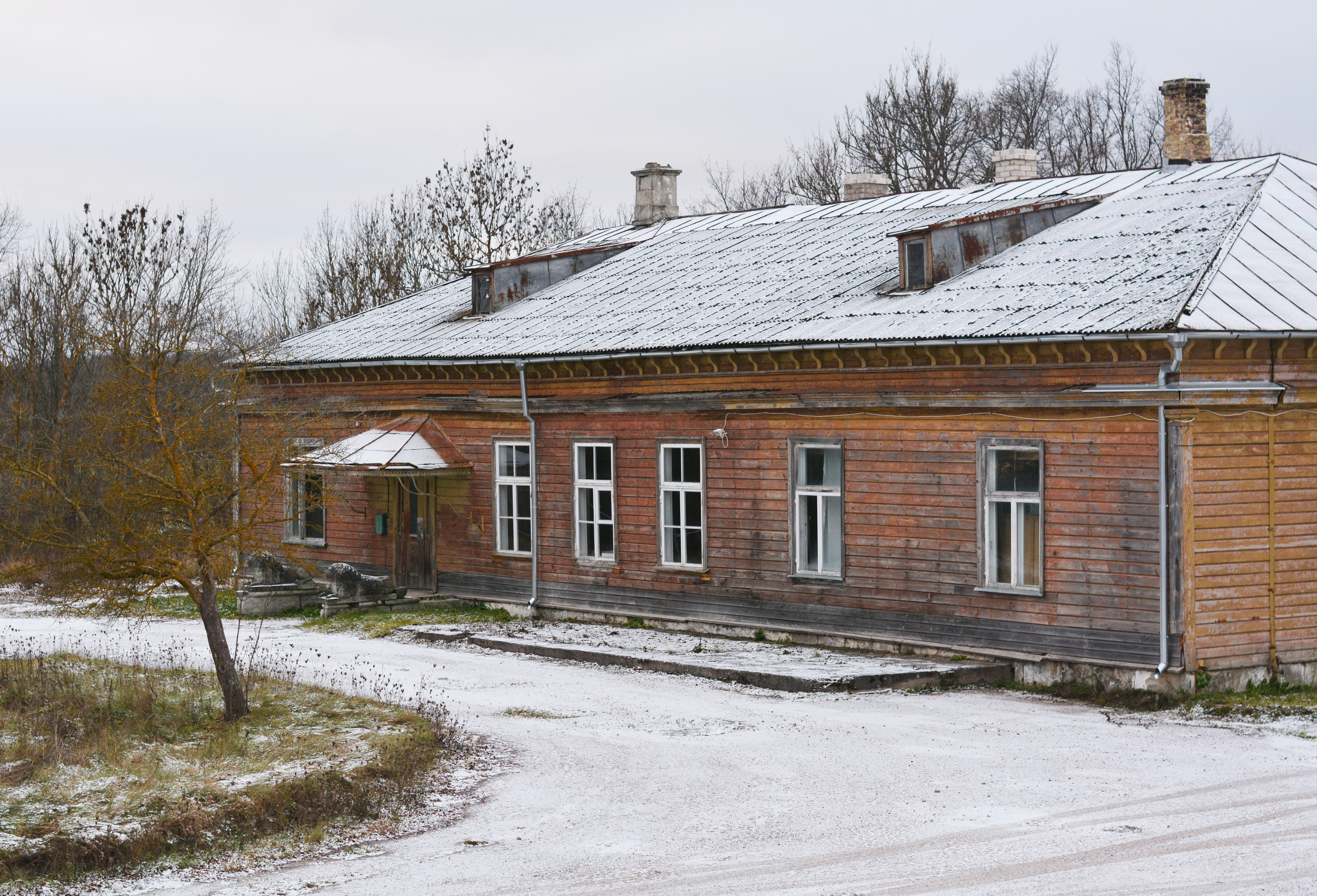
Herrenhaus von Sikassaare

Zu ihren Besitzgütern zählten das Gut Mullat, es gehörte anfangs zum Schultzenhof, 1560 besaß ihn Conrad Buhrmeister, 1615 kaufte Jakob Becke den Schultzenhof mit Mullut. Hieraus entstand das Rittergut Mullut. Besitzer waren die Familien von Nolcken, Buxhoeveden und bis 1919 zur Enteignung Oskar von Harten. Eine gewisse Zeit waren sie auch Besitzer der Landstelle Siksar, welches Mitte des 18. Jahrhunderts zu einem Gut umgestaltet wurde.

## Wappen
Auf dem Wappenschild in Blau drei Silberkugeln (1:2 gestellt). Die Helmdecke ist blau und silbern, die  Helmzier besteht aus einer Krone mit drei Straußenfedern (blau, silbern, blau).
Carl Arvid Klingspor wollte das Wappen 1882 im Baltischen Wappenbuch noch in einer weiteren Supplementtafel veröffentlichen, jedoch kam es dazu nicht. Lediglich eine Supplementtafel wurde umgesetzt.